# بوبور أيام (طبق)
طبق البوبور أيام (معنى الاسم باللغة الإندونيسية هو "دجاج الكونجي") الكونجي هو نوع من أنواع الدجاج الإندونيسي. هو طبق أرز مع دجاج يقدم مع بعض التوابل، مثل البصل الأخضر المفروم، الثوم العسقلاني المقلي المقرمش، الكرفس، فول الصويا المقلي، المحلقة الإندنيسية (المعروف باسم الكاكوي في إندونيسيا)، صلصة الصويا الحلوة وأيضا بنسختها المالحة. على عكس العديد من الأطباق الإندونيسية الأخرى، فهذا الطبق ليس بطبق حار. إنه يعد من أطباق الإفطار المفضلة بالنسبة لسكان دولة إندونيسيا ويتم تقديمه بشكل واسع عن طريق الباعة المتجولون المتواضعون، المتاجر المحلية الصغيرة، مطاعم الوجبات السريعة والمطاعم من فئة الخمس نجوم. كثيرًا ما يمر بائعو طبق البوبور أيام المتجولون في الشوارع السكنية في الصباح لبيع الطبق. 

## روابط خارجية
- وصفة بوبور أيام سوكابومي (بالإندونيسية)
- وصفة بوبور أيام باندونغ (بالإندونيسية)
- وصفة بوبور أيام جاكرتا (بالإندونيسية)